# Мугутдинов, Руслан Гаджиевич
Русла́н Гаджи́евич Мугутди́нов (29 апреля 1969) — советский и российский футболист и игрок в мини-футбол. В настоящее время тренер.

## Карьера
В советское время играл в составе махачкалинского «Динамо», после того как в 1992 команда не была заявлена в первом чемпионате России, перешёл в «Анжи», за который во второй лиге провёл 32 игры и два матча в кубке России 1992/1993. В середине 1990-х увлекся мини-футболом играл за махачкалинский «Каспий», в 2001 году перебрался в клуб-дебютант высшей лиги «Тюмень», в составе которого провёл 29 игр и забил 5 мячей. Также играл в тюменском «Запсибкомбанке». С 2005 года тренирует махачкалинский «Каспий». С 2012 года с момента открытия работает тренером в академии футбола «Анжи».

## Семья
В 1994 году женился. В 1995 родилась первая дочка, а в 1998 — вторая.